# Zopyros (Mediziner)
Zopyros (altgriechisch Ζώπυρος Zṓpyros) lebte als Arzt um 100 v. Chr. in Alexandria und wird in zahlreichen Quellen erwähnt. Er beschäftigte sich mit Chirurgie, sein Nachleben stützt sich aber auf sein pharmakologisches Wirken. Seine Rezepte, insbesondere das Antidot, das er Mithridates VI. Eupator mitteilte, wurden noch Jahrhundert später weitergegeben.

## Leben, Wirken, Nachwirkung
Leben und Werk des Zopyros sind nur durch Erwähnungen bei anderen Autoren bekannt. Apollonios von Kition (1. Jahrhundert v. Chr.) würdigt ihn als den Lehrer aus Alexandria, von dem er in die Chirurgie eingewiesen wurde. Überliefert sind aber die Rezepte, die ihn als Pharmakologen ausweisen. Vermutlich gehörte er der Empirikerschule an.
Celsus (ca. 25 v. Chr. – 50 n. Chr.) überliefert in seinem Buch De medicina ein Antidot, das ambrosia heiße und das Zopyros für „König Ptolemaios“ (regi Ptolemaeo) zusammengestellt habe. Scribonius Largus (1. Jahrhundert n. Chr.) weiß von einem Antidot des Zopyros, kann es aber nicht angeben: Antidotos ξωπύριος, Deest. Plinius der Ältere (23–79) kennt eine pharmazeutische Pflanze zopyrontion, die bezeichnenderweise auch gegen Schlangenbisse helfe. Galenos (129–216) erwähnt Zopyros in seinem Werk De Antidotis mehrmals. Er gibt nicht nur die Rezeptur und die Indikation an, sondern überliefert auch eine interessante Geschichte: Zopyros habe das Rezept Mithridates (wohl Mithridates VI. Eupator) mitgeteilt und ihn aufgefordert, durch einen Versuch mit einem verurteilten Verbrecher die Wirksamkeit zu überprüfen. Die Versuchsperson habe überlebt. Zopyros war also berühmt als Korrespondent zweier bedeutender Herrscher.
Im 3. und 4. Jahrhundert wurden seine Rezepte von Oreibasios und Marcellus Empiricus in ihre Sammlungen aufgenommen. Noch Anfang des 5. Jahrhunderts erwähnte ihn Caelius Aurelianus in seinem Werk Celerum Passionum Libri III.

## Antidot bei Zopyros
Es sind zwei ausführliche Antidot-Rezepte des Zopyros überliefert. Dabei ist Antidot ein Mittel gegen Gift und Schlangenbiss, wird aber auch bei Schmerzen der Eingeweide, bei Sodbrennen, Blasenleiden, Austreiben der abgestorbenen Leibesfrucht etc. verschrieben. Das bei Celsus überlieferte ambrosia besteht aus neun Ingredienzien. Diese sind aromatische, nach heutigem Verständnis nicht besonders wirkkräftige pflanzliche Stoffe, wie Pfeffer, Safran (lateinisch croci Cilici, altgriechisch Χρόχος), Zimt (lateinisch cinnamomum, altgriechisch Χιννάμωμον), Myrrhe. Galen listet dieselben Pflanzen auf und noch einige weitere, darunter Petersilie. Die Heilmittel wurden zerkleinert und in Honig oder Wein gekocht.